# Wasgauwaldbahn
| Hartmann-Brigadelokokmotive HFB 7 von der Mainzer Festungsbahn in Ludwigswinkel auf der Wasgauwald- bahn, die das französische Militär 1921–1930 als Heeresfeldbahn betrieb |                     |                                |                                |
| |                     |                                |                                |
| Kursbuchstrecke: | -                   |                                |                                |
| Streckenlänge: | 14,5 km             |                                |                                |
| Spurweite: | 600 mm (Schmalspur) |                                |                                |
| |                     |                                |                                |
| \| \| 0,0 \| Bundenthal \| Bundenthal \| \| \| \| (Anschluss von Wieslauterbahn) \| \| \| \| 0,5 \| Bundenthal Straße \| Bundenthal Straße \| \| \| 2,0 \| Rumbach \| Rumbach \| \| \| 3,5 \| Nothweiler \| Nothweiler \| \| \| 4,7 \| Wasserscheide \| Wasserscheide \| \| \| 7,4 \| Schönau-Brettelhof \| Schönau-Brettelhof \| \| \| 10,2 \| Fischbach Ort \| Fischbach Ort \| \| \| 10,8 \| Fischbach Gbf \| Fischbach Gbf \| \| \| 12,0 \| Saarbachhammer \| Saarbachhammer \| \| \| 13,1 \| Reißlerhof \| Reißlerhof \| \| \| 13,7 \| Ludwigswinkel Ort \| Ludwigswinkel Ort \| \| \| 14,5 \| Lager Ludwigswinkel \| Lager Ludwigswinkel \| |                     |                                |                                |
| Kopfbahnhof Streckenanfang (Strecke außer Betrieb) | 0,0                 | Bundenthal                     | Bundenthal                     |
| Strecke (außer Betrieb) |                     | (Anschluss von Wieslauterbahn) | (Anschluss von Wieslauterbahn) |
| Haltepunkt / Haltestelle (Strecke außer Betrieb) | 0,5                 | Bundenthal Straße              | Bundenthal Straße              |
| Haltepunkt / Haltestelle (Strecke außer Betrieb) | 2,0                 | Rumbach                        | Rumbach                        |
| Haltepunkt / Haltestelle (Strecke außer Betrieb) | 3,5                 | Nothweiler                     | Nothweiler                     |
| Haltepunkt / Haltestelle (Strecke außer Betrieb) | 4,7                 | Wasserscheide                  | Wasserscheide                  |
| Haltepunkt / Haltestelle (Strecke außer Betrieb) | 7,4                 | Schönau-Brettelhof             | Schönau-Brettelhof             |
| Bahnhof (Strecke außer Betrieb) | 10,2                | Fischbach Ort                  | Fischbach Ort                  |
| Haltepunkt / Haltestelle (Strecke außer Betrieb) | 10,8                | Fischbach Gbf                  | Fischbach Gbf                  |
| Haltepunkt / Haltestelle (Strecke außer Betrieb) | 12,0                | Saarbachhammer                 | Saarbachhammer                 |
| Haltepunkt / Haltestelle (Strecke außer Betrieb) | 13,1                | Reißlerhof                     | Reißlerhof                     |
| Bahnhof (Strecke außer Betrieb) | 13,7                | Ludwigswinkel Ort              | Ludwigswinkel Ort              |
| Kopfbahnhof Streckenende (Strecke außer Betrieb) | 14,5                | Lager Ludwigswinkel            | Lager Ludwigswinkel            |

Die Wasgauwaldbahn, auch Wasgenwaldbahn oder Kleinbahn Bundenthal–Ludwigswinkel genannt, war eine 14,5 Kilometer lange Schmalspurbahn in Rheinland-Pfalz. Sie führte vom Bahnhof Bundenthal-Rumbach (ehemals Bundenthal) nach Ludwigswinkel und bestand von 1921 bis 1930. Ursprünglich wurde die Strecke als Heeresfeldbahn für das französische Militär, das im Zusammenhang mit der Alliierten Rheinlandbesetzung bis 1930 ein Lager in Ludwigswinkel unterhielt, erbaut. In Bundenthal-Rumbach bestand Anschluss an die normalspurige Wieslauterbahn, die von Hinterweidenthal ausgehend ebenfalls dort endete.
Ab 1924 gab es auf der Strecke auch Personenverkehr. Die dünne Besiedlung der Region sowie das Fehlen einer gesetzlichen Verpflichtung zum Betrieb führten schon 1930 unmittelbar nach dem Rückzug der Franzosen aus Ludwigswinkel zur Stilllegung und dem anschließenden Abbau der Strecke. Beim Bau des Biosphärenhauses wurden Schienen als Geländer verbaut.

## Geschichte

### Vorgeschichte
Schon vor dem Ersten Weltkrieg hatte es in den entlang der Sauer, die in ihrem Oberlauf Saarbach genannt wird, liegenden Gemeinden Schönau, Fischbach und Ludwigswinkel, Bestrebungen gegeben, die auf einen Bahnanschluss abzielten. Mit Sarkasmus verwiesen die Einwohner dieser Orte darauf, dass Kaltenbach, Bergzabern, Weißenburg und Bitsch ihre Bahnhöfe seien. Eine Verbesserung der Verkehrsverhältnisse trat erst ein, als 1911 die sogenannte Wieslauterbahn von Hinterweidenthal nach Bundenthal eröffnet wurde. Trotzdem befand sich die nächstgelegene Station am Endpunkt in Bundenthal immer noch rund zehn Kilometer von den Orten an der Sauer entfernt. Ein Bewohner stellte in diesem Zusammenhang spöttisch fest:

„Schon lange werden Pläne geschmiedet, die Bahn auch in das Sauertal hinein zu bringen. Regierung, Forstärar und Bürgermeisterämter hielten von Zeit zu Zeit Versammlungen ab. Preisend mit viel schönen Reden sprach alles von der künftigen Bahn, aber sie kam nicht. Über die Berge ging’s nicht, zu wenig Dampf, durch die Berge auch nicht, zu wenig Geld“

Mit dem Ausbruch des Ersten Weltkrieges kamen die Bemühungen um eine Bahnlinie zum Erliegen.

### Bau und Eröffnung
Nach dem Ersten Weltkrieg wurde der preußische Truppenübungsplatz in der nun an Frankreich abgetretenen Stadt Bitsch (frz. Bitche) vom französischen Militär benutzt. Da dieser für die vorgesehenen Manöver nicht groß genug war, entstanden Planungen für eine Erweiterung nach Norden und Osten. Obwohl die damals zu Bayern gehörende Pfalz französisch besetzt war, lehnte die bayerische Forstverwaltung dies ab. Als Reparationsleistung musste das Deutsche Reich 1921 in dem kleinen Dorf Ludwigswinkel zur Reaktivierung des dortigen Truppenübungsplatzes ein Truppenlager und mehrere Schießplätze als Erweiterung des Stützpunktes in Bitche errichten. Zwei Divisionen wurden dort stationiert: Ein Regiment Infanterie und eine Abteilung Artillerie.

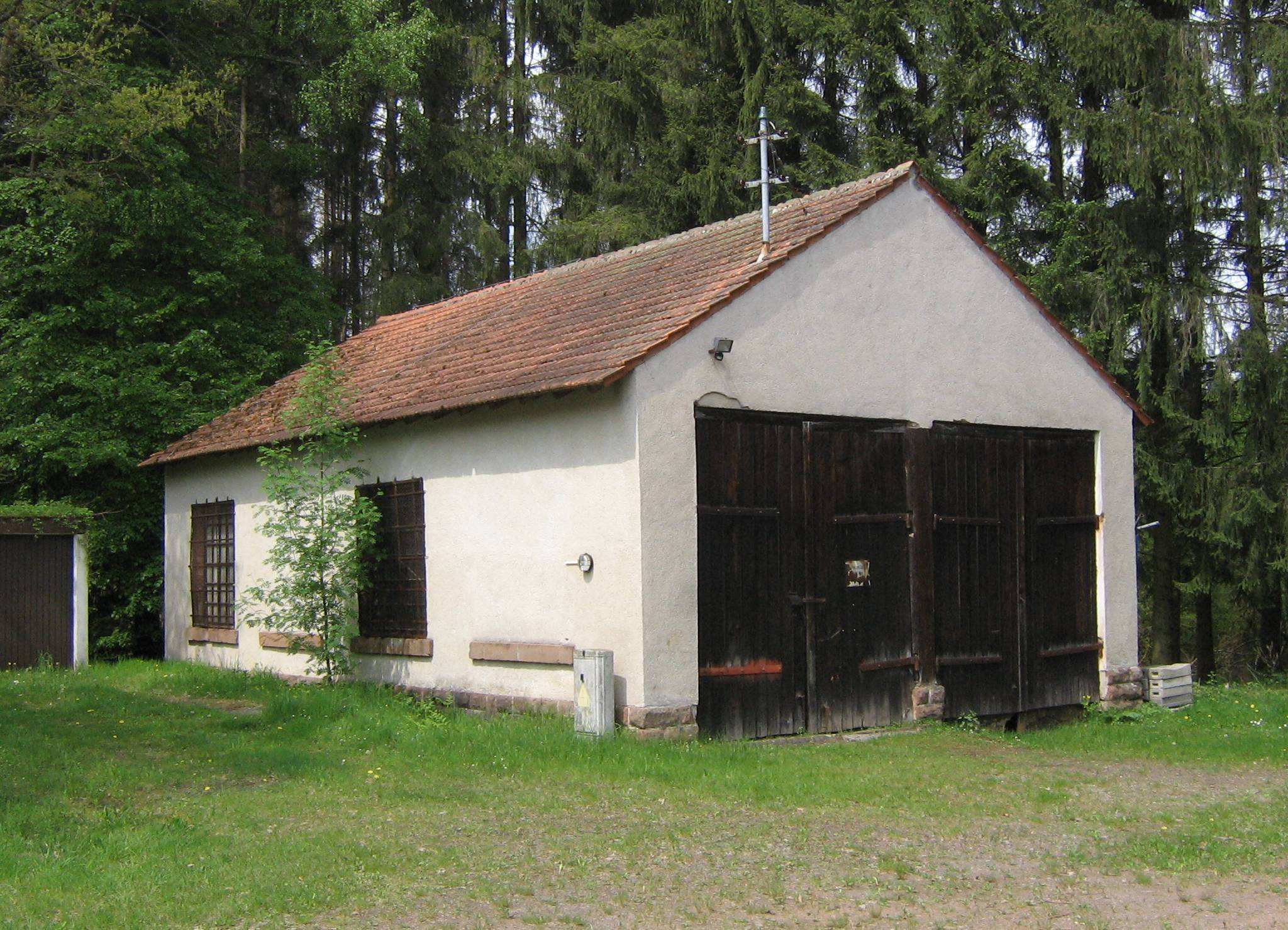
Alter Lokschuppen in Ludwigswinkel (2009)

Zur Versorgung der Truppen im Lager von Ludwigswinkel forderte die französische Besatzung bereits 1920 den Bau einer Bahnlinie zum Transport von Baumaterialien und Versorgungsgütern von Bundenthal zum Lager. Frankreich verlangte die im Krieg bewährte Spurweite von 600 Millimetern. Nach der Planung der Eisenbahndirektion Ludwigshafen sollte die Bahn jedoch als vollspurige Eisenbahn ausgeführt werden. Dabei wurde die unmittelbare Fortsetzung der Wieslauterbahn in Erwägung gezogen, nicht zuletzt, um die Verkehrsinfrastruktur der Sauertalgemeinden zu verbessern. Entsprechende Bestrebungen hatte es bereits vor dem Ersten Weltkrieg gegeben. Ein Entwurf der Eisenbahndirektion Ludwigshafen sah vor, die Linie über Niederschlettenbach, Nothweiler, Schönau  und Fischbach  verlaufen zu lassen. Nachdem die Verantwortlichen fest davon ausgegangen waren, dass die Bahn in Normalspur gebaut würde, erlaubte die Reichsregierung in Berlin aus Kostengründen nur eine schmalspurige Kleinbahn, wie sie auch die französische Seite angestrebt hatte.
Die endgültige Trasse führte über Rumbach und die Wasserscheide zwischen Wieslauter und Saarbach an der Rumbacher Höhe vorbei. Sie wurde möglichst innerhalb von Tälern angelegt. Im Frühjahr 1921 begann der eigentliche Bau der Strecke, nach ersten Vorarbeiten ein Jahr zuvor. Verwendet wurde ausschließlich Material der Heeresfeldbahn aus dem Ersten Weltkrieg. Der Oberbau bestand aus einem Schotterbett.
Als der Rohbau der Bahnlinie fast fertiggestellt war, kam es in der Nähe von Rumbach zu einem Dammrutsch. Deshalb erfolgte eine Befestigung des dortigen Hangs mit Faschinen und Steinwerk. Die Eröffnung der Strecke fand noch im Jahr 1921 statt. Eigentümer der Bahn war die Reichsvermögensverwaltung Koblenz, Betreiber die Reichsvermögensstelle Landau.

### Betrieb und Stilllegung
Nachdem sie zunächst zur Versorgung der französischen Truppen geplant worden war, gab die französische Militärverwaltung die Bahn ab 1924 auch für den öffentlichen Personen- und Güterverkehr frei. 1925 war als Arbeitsbeschaffungsmaßnahme vorgesehen, die Bahnstrecke bis nach Pirmasens zu verlängern.
Im Jahr 1927 fuhren von Montag bis Freitag täglich drei gemischte Züge und vier Zugpaare, die ausschließlich dem Personenverkehr dienten. Alle Personenzüge führten lediglich die dritte und vierte Wagenklasse.
Am 30. Juni 1930 musste das französische Militär den Truppenübungsplatz räumen, wodurch der Bahnlinie die Existenzgrundlage entzogen wurde. Bereits ein Jahr zuvor stellte das Militär die Zahlung der Betriebskosten für die Strecke ein. Da die Bahnlinie aufgrund der geringen Nachfrage nicht kostendeckend arbeitete, hielt das Reichsverkehrsministerium sie für entbehrlich. Ende August desselben Jahres ordnete das Ministerium die Einstellung des Betriebes an. Die kommunalen Gebietskörperschaften weigerten sich, den Betrieb auf eigene Kosten aufrechtzuerhalten. Da sich kein Interessent für die Übernahme der Strecke fand, wurde sie zum 31. Oktober 1930 stillgelegt.
Teile des Oberbaus sowie das Wagenmaterial wurden in die Schweiz verkauft. Die Fahrzeuge wurden dort verschrottet.

## Streckenbeschreibung

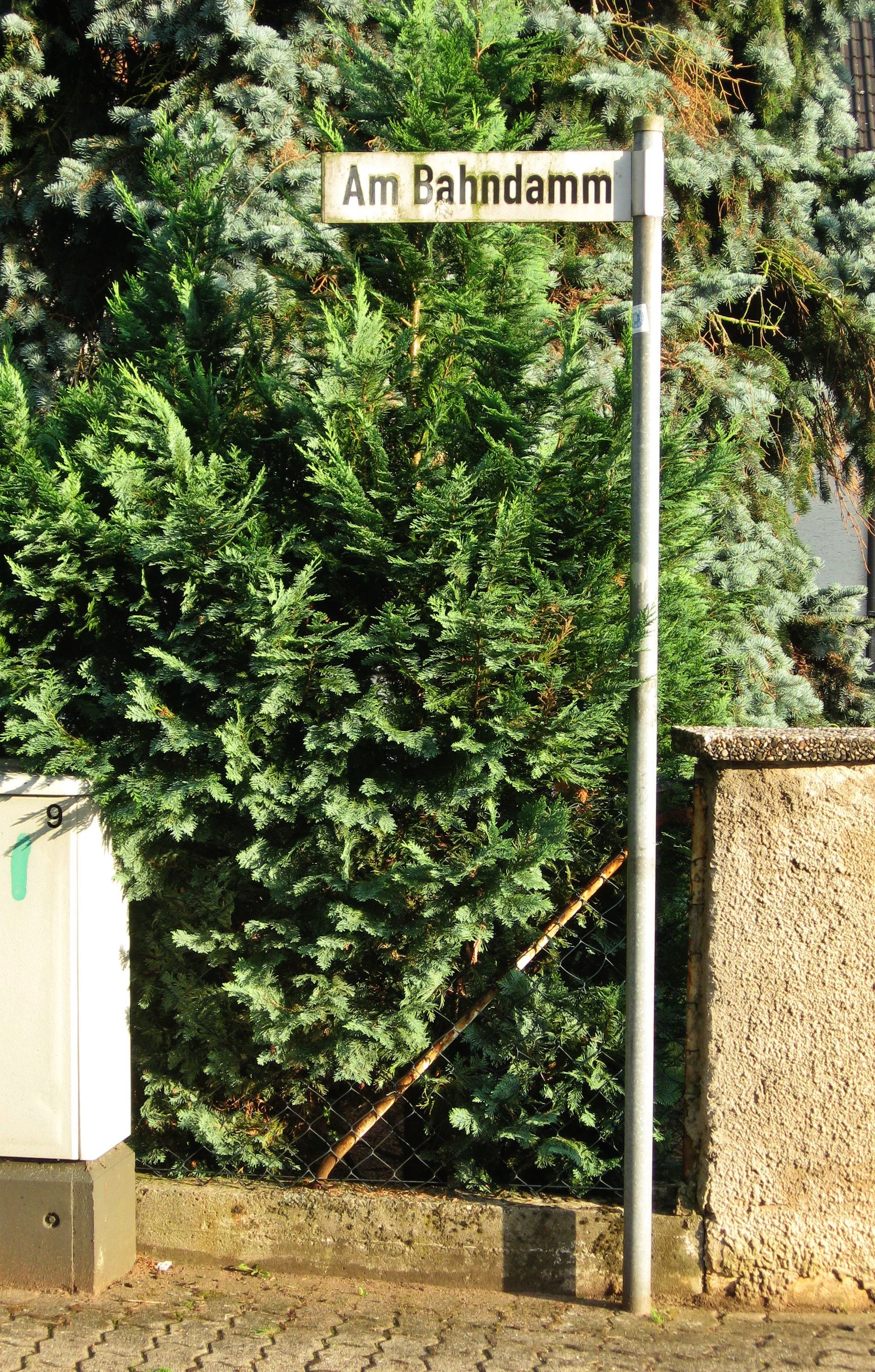
In Fischbach erinnert ein Straßenname an die frühere Bahn (2010)

### Verlauf
Die Strecke verlief im südlichen Pfälzerwald, dem deutschen Teil des Wasgaus, der der Strecke ihren Namen gab. Sie begann im Bahnhof Bundenthal(-Rumbach) unmittelbar neben den Bahnanlagen der Wieslauterbahn und verlief in Richtung Westen. Südlich von Rumbach gab es eine größere Steigung; anschließend verlief sie mit einem größeren Gefälle innerhalb des Rumbachtals. Dieses verließ sie vorübergehend, um in das benachbarte Bramtal einzutreten, an dessen östlichem Hang sie vorbeiführte. Bei Nothweiler befand sich eine Kurve von 180 Grad, danach führte die Bahnlinie am gegenüberliegenden Ufer des dortigen Bachs vorbei. Dann musste erneut eine Steigung bewältigt werden und die Strecke erreichte die Wasserscheide von Saarbach und Wieslauter. Die Trasse verlief ab dort wieder im Rumbachtal. Ab dem Haltepunkt Schönau–Brettelhof folgte sie grob dem Verlauf des Saarbachs und verlief parallel zur Straße über Fischbach und Ludwigswinkel. Die Unterwegshalte Nothweiler und Schönau–Brettelhof befanden sich mit Entfernungen von bis zu drei Kilometern weitab der Siedlungsgebiete der betreffenden Gemeinden. Auf ihrer gesamten Länge befand sich die Bahnlinie auf der Gemarkung des heutigen Landkreises Südwestpfalz.

### Betriebsstellen
Im Bahnhof Bundenthal-Rumbach befanden sich die Gleisanlagen und das Betriebswerk der Schmalspurbahn westlich von denen der Reichsbahn. Am Streckenende in Ludwigswinkel stand ein Lokschuppen. Die Unterwegshalte Rumbach, Wasserscheide, Schönau–Brettelhof, Fischbach Gbf, Saarbachhammer und Ludwigswinkel Ort verfügten über Kreuzungs- und Ladegleise.

## Fahrzeugeinsatz
Anfangs fuhren auf der Strecke sechs vierachsige Tenderlokomotiven. Später standen zwei weitere dreiachsige Lokomotiven zur Verfügung.
Für den Militärtransport wurden kleine Kippwagen und mindestens 30 Brigadewagen benutzt; bei Letzteren handelte es sich um offene Güterwagen. Hinzu kamen noch ein geschlossener Güterwagen und ungefähr ein Dutzend Drehschemelwagen für den Holztransport.
Für den Transport der Truppen wurden vierachsige Personenwagen eingesetzt. Für den 1924 eröffneten Zivilverkehr wurden mehrere Personenwagen von der meterspurigen Staatlichen Waldbahn Ruhpolding–Reit im Winkl angekauft, die vorher auf die Spurweite von 600 Millimetern umgebaut werden mussten. Viele hatten eine Ofenheizung und eine Petroleumbeleuchtung. Zudem befanden sich zwei Packwagen auf der Bahnlinie.

## Die Strecke heute
Die Bahntrasse ist vor allem in der vegetationsarmen Jahreszeit noch heute gut auszumachen. Auf Teilstücken wurde ein Bahntrassenradweg angelegt. Eine Fahrplantafel von 1927 ist erhalten, die im August 2010 in einer Sonderausstellung des Instrumentariums in Nothweiler zu sehen war und heute im Gastraum der Gaststätte „Zum Salztrippler“ in Rumbach hängt. In Fischbach bei Dahn erinnert die Straße Am Bahndamm an den Streckenverlauf innerhalb der Gemeinde. Das Empfangsgebäude von Rumbach ist im Fachwerkstil gehalten; der Lokschuppen in Ludwigswinkel ist ebenfalls noch vorhanden. Letzterer dient als Garage für Lastkraftwagen.